# キリアン・スコット
キリアン・ダミアン・マーフィー（Cillian Damien Murphy, 1985年7月6日 - ）は、アイルランド出身の俳優。キリアン・スコットとして知られている。

## 生い立ち
ダブリンのサンディマウントで、6人兄弟の末っ子として育つ。兄弟の中には元政治家のオーエン・マーフィー、劇作家のコリン・マーフィーがいる。オーエンが学校で上演したハムレットへの出演をきっかけに演劇を志すようになった。ユニバーシティ・カレッジ・ダブリンを卒業した後、ロンドン・ドラマセンターで学んだ。

## キャリア
演劇を始めた当初、同じくアイルランド出身の俳優キリアン・マーフィーとの混同を避けるために名前を変更した。2010年のアイルランドのドラマ『Love/Hate』に出演し評価を得る。『ダムネーション』『ダブリン殺人課』といったドラマではメインキャストを務めた。映画では『ベルファスト71』『ある神父の希望と絶望の7日間』に脇役で出演。2018年の映画『トレイン・ミッション』で主演のリーアム・ニーソンを相手にアクションシーンを演じ「自身のキャリアのハイライト」と評した。

## フィルモグラフィ

### 映画
| 公開年 | タイトル                    | 役名               | 備考             |
| ------ | --------------------------- | ------------------ | ---------------- |
| 2007   | Creatures of Knowledge      | Matt               |                  |
| 2008   | Christian Blake             | Guard 2            | ノンクレジット   |
| 2009   | The Rise of the Bricks      | Luke               |                  |
| 2012   | The Tragedy of Macbeth      | バンクォウ         | オリジナルビデオ |
| 2013   | The Rafters                 | Jonathan           |                  |
| 2013   | Good Vibrations             | Ronnie Matthews    |                  |
| 2013   | Black Ice                   | Jimmy Devlin       | メインキャスト   |
| 2014   | ある神父の希望と絶望の7日間 | マイロ・ハーリヒー |                  |
| 2014   | ベルファスト71              | クイン             |                  |
| 2014   | Get Up and Go               | Coilin             | メインキャスト   |
| 2015   | Traders                     | Harry Fox          | メインキャスト   |
| 2016   | アウトサイダーズ            | ケニー             |                  |
| 2018   | トレイン・ミッション        | ディラン           |                  |

### テレビシリーズ
| 公開年    | タイトル                                    | 役名                     | 備考                          |
| --------- | ------------------------------------------- | ------------------------ | ----------------------------- |
| 2010–2014 | Love/Hate                                   | Tommy Daly               | メインキャスト                |
| 2010      | Single-Handed                               | James Kerrigan           | 3エピソード                   |
| 2011–2013 | ジャック・テイラー                          | Cody Farraher            | メインキャスト                |
| 2014      | コール・ザ・ミッドワイフ ロンドン助産婦物語 | Declan Doyle             | エピソード #3、6              |
| 2014      | Siblings                                    | Bryn                     | Episode: "Burrito Neighbours" |
| 2016      | リッパー・ストリート                        | ダヴ警視監               | シーズン4、5                  |
| 2017–2018 | 私立探偵ストライク                          | エリック・ウォードル警部 |                               |
| 2017–2018 | ダムネーション                              | セス・ダベンポート       | メインキャスト                |
| 2019      | ダブリン殺人課                              | ロブ・ライリー           | メインキャスト                |
| 2023      | シークレット・インベージョン                | TBA                      | ミニシリーズ                  |
| TBA       | Kaos                                        | Orpheus                  |                               |